# Parasmittina projecta
Parasmittina projecta är en mossdjursart som först beskrevs av Okada och Shunsuke F. Mawatari 1937.  Parasmittina projecta ingår i släktet Parasmittina och familjen Smittinidae. Inga underarter finns listade i Catalogue of Life.